# Língua estremenha
Estremenho (estremeñu) é um conjunto de modalidades linguísticas faladas no noroeste da Estremadura e parte do sul de Salamanca. Estas variedades, consideradas por filólogos como um conjunto subdialetal do castelhano com marcadas influências asturo-leonesas, são por vezes classificadas por algumas organizações (UNESCO, PROEL e Ethnologue) como um idioma independente ou um dialeto da família asturo-leonesa, ou bem assim, uma variedade de transição entre os diassistemas castelhano e asturo-leonês. Os seus principais impulsores consideram-na uma língua diferenciada tanto do castelhano como do asturo-leonês, sendo os responsáveis pela criação de uma ortografia e gramática próprias, bem como da Wikipédia em estremenho, e criando em 2011 o OSEC (Órgano de seguimiento y coordinación del extremeño y su cultura) com o objetivo último da regulação e normalização do estremenho.
As primeiras manifestações literárias em estremenho deram-se com José María Gabriel y Galán, que publica em 1898 o poema «El Cristu Benditu», seguidas das obras de Luis Chamizo. Em 1995 foi editada a primeira gramática.

## Comparação com línguas

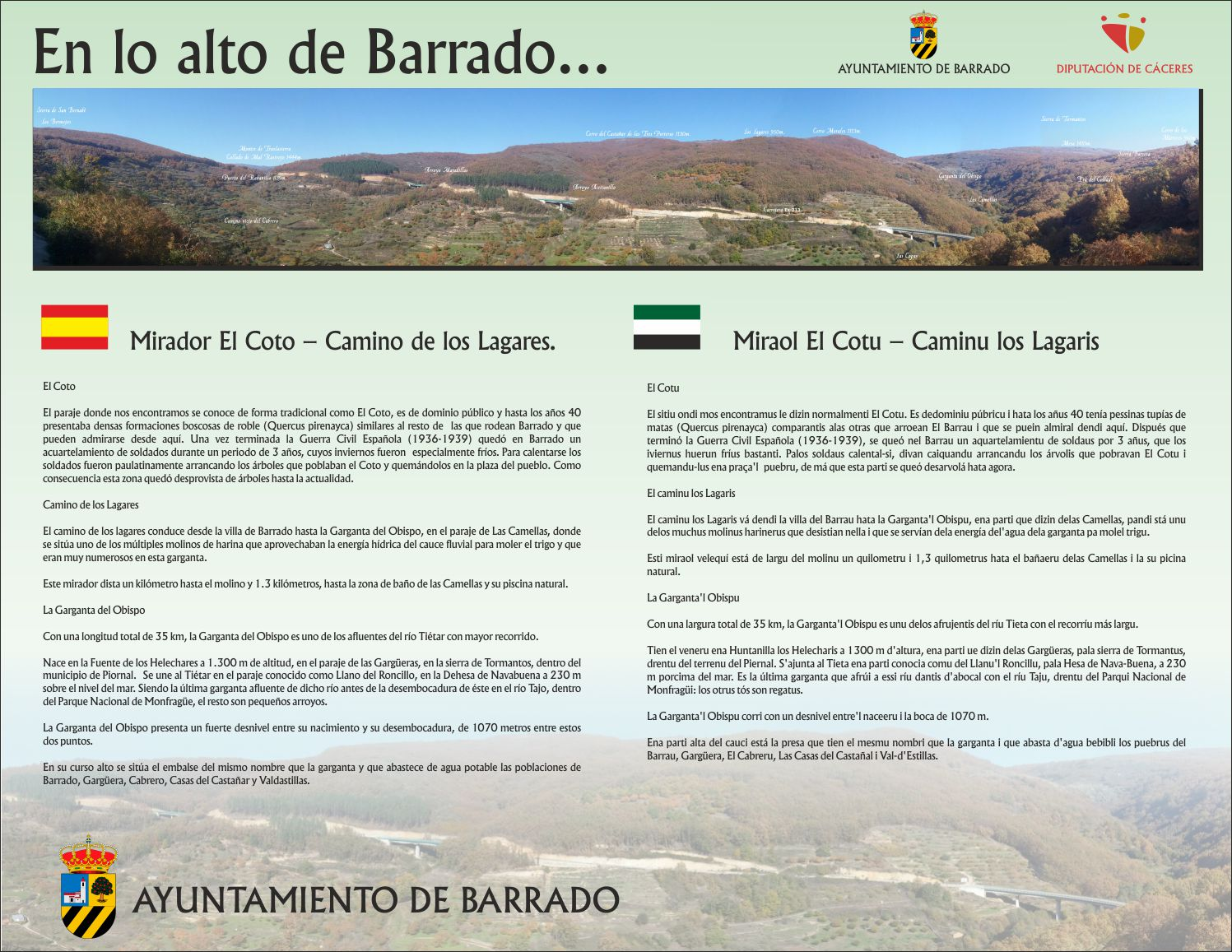
Sinalética bilingue em Barrado.

| Latim     | Italiano | Romeno         | Espanhol       | Português | Estremenho      | Leonês   |
| --------- | -------- | -------------- | -------------- | --------- | --------------- | -------- |
| altus     | alto     | inalt          | alto           | alto      | artu            | altu     |
| prope     | quasi    | aproape        | casi           | quase     | cuasi, ábati    | cuasi    |
| dicere    | dire     | a zice         | decir [de'θir] | dizer     | izil [i'ðil]    | dicire   |
| facere    | fare     | a face         | hacer [a'θer]  | fazer     | hazel [ha'ðel]  | facere   |
| focus     | fuoco    | foc            | fuego          | fogo      | hueu            | fueu     |
| flamma    | fiamma   | flama          | llama          | chama     | flama           | chama    |
| legere    | leggere  | a citi         | leer           | ler       | leyel           | lliere   |
| lingua    | lingua   | limbă          | lengua         | língua    | luenga/léngua   | llingua  |
| lumbum    | lombo    | (zona) lombara | lomo           | lombo     | lombu           | llombu   |
| mater     | madre    | mamă           | madre          | mãe       | mairi           | mai      |
| merula    | merlo    | mierla         | mirlo          | melro     | mielra          | mielru   |
| monstrare | mostrare | demonstrare    | mostrar        | mostrar   | muestral        | amuesare |
| noster    | nostro   | nostru         | nuestro        | nosso     | muestru/nuestru | nuesu    |
| tussis    | tosse    | tuse           | tos            | tosse     | tossi           | tose     |

## Amostras de textos
| Estremenho                                                                         | Espanhol                                                                                   | Asturiano                                                                             | Português                                                                           |
| ---------------------------------------------------------------------------------- | ------------------------------------------------------------------------------------------ | ------------------------------------------------------------------------------------- | ----------------------------------------------------------------------------------- |
| El estremeñu es una luenga palrá nel noroesti de la comuniá autónoma d'Estremaúra. | El extremeño es una lengua hablada en el noroeste de la comunidad autónoma de Extremadura. | L'estremeñu ye una llingua falada nel noroeste de la comunidá autónoma d'Estremadura. | O estremenho é uma língua falada no noroeste da comunidade autónoma da Estremadura. |

Texto do Artigo 1º da Declaração Universal dos Direitos Humanos
Tolos hombris nacin libris i egualis en digniá i derechus i, comu gastan razón i concéncia, ebin comportal-se comu hermanus los unus conos otrus.
Português
Todos os seres humanos nascem livres e iguais em dignidade e direitos. São dotados de razão e consciência e devem agir em relação uns aos outros com espírito de fraternidade